# José Sasiain
José Sebastián Sasiain Cálcena (Misiones, 24 de marzo de 1987) es un futbolista paraguayo. Juega como delantero y actualmente milita en el Club Cerro Porteño (Presidente Franco) de Paraguay.

## Trayectoria
Se inició en la escuela de fútbol del Deportivo Obrero; luego pasó al 24 de junio de Misiones, donde debutó en Primera y por último reforzó el cuadro de Liga del Sur, antes de llegar a la institución franjeada.
Su debut en primera división se produjo el día 25 de junio de 2008 apareció sorpresivamente como titular en el ataque del Club Olimpia en un juego disputado ante Nacional, tras su debut sorpresivo no deja de recibir elogios de los medios paraguayos ya que no desentono.
El juvenil, hijo de José Gregorio Sasiain (exdelantero de Sol de América) se encuentra en el Club Olimpia desde la categoría sub-18, a la cual llegó desde la ciudad de Misiones de la mano de su empresario Gustavo Quintana.
Se inició en la escuela de fútbol del Deportivo Obrero; luego pasó al 24 de junio de Misiones, donde debutó en Primera y por último reforzó el cuadro de Liga del Sur, antes de llegar a la institución franjeada.
En el primer torneo del fútbol paraguayo el torneo Apertura jugó para el 12 de octubre de la primera división del fútbol guaraní, teniendo pocas oportunidades de ganar minutos en la primera división, en el segundo torneo del año vuelve a su primer amor el Club Olimpia siendo solicitado por el exentrenador del cuadro de para uno Carlos Kiese.

## Clubes
| Club                | País      | Año         |
| ------------------- | --------- | ----------- |
| Olimpia             | Paraguay  | 2008        |
| 12 de Octubre       | Paraguay  | 2009        |
| Olimpia             | Paraguay  | 2009 - 2010 |
| Sportivo Trinidense | Paraguay  | 2011        |
| SC Guaraní          | Venezuela | 2011 - 2012 |
| Cerro Porteño PF    | Paraguay  | 2013        |
| Nacional Potosí     | Bolivia   | 2013        |